# 山田栄一 (実業家)
山田 栄一（やまだ えいいち、1908年5月10日 - 1995年1月10日）は、第三代シチズン時計社長（1946年 - 1981年）。静岡市出身。旧姓鈴木。

## 経歴・人物
1908年、横浜に生まれる。静岡県立静岡中学校を経て、1931年、東京商科大学卒業。同年、三井生命入社、1937年、シチズン時計入社、1941年、シチズン時計取締役、1944年、シチズン時計常務取締役、1945年、シチズン時計専務取締役、1946年、シチズン時計代表取締役社長。1968年、藍綬褒章受章、1978年、勲三等旭日中綬章受章、1981年、シチズン時計会長。1986年、シチズン時計取締役相談役、1987年、シチズン時計相談役。この間、シチズン商事社長、リズム時計工業会長を兼任。戦後のシチズンを担い、セイコーに次ぐ国内第二の時計メーカーに育て上げた。
1974年 - 1976年、日本時計協会理事長。
1958年 - 1994年、経済団体連合会評議員。
1964年 - 1986年、同理事。
1963年 - 1986年、日本経営者団体連盟常任理事。

## 親族
- 妻：山田八重子
- 父：鈴木芳太郎　※静岡県立静岡中学校卒業の同姓同名のプロ野球選手、鈴木芳太郎とは別人。
- 母：鈴木せい
- 二男：山田修：シチズンホールディングス常務、顧問、ニッセンホールディングス社外監査役。